# 너에게로의 거짓말
〈너에게로의 거짓말〉(일본어: 君への嘘 키미에노우소[*])는 2015년 2월 4일에 빙에서 발매된 VALSHE의 아홉 번째 싱글이다.

## 해설
요미우리 TV 닛폰 TV계 《명탐정 코난》 닫는 곡. 전 싱글은 〈Butterfly Core〉 이래로 3번째 애니메이션 음악이 됐다. 통상반·초회한정반·명탐정 코난반 · Musing반의 총 4종류의 자켓이 있다. 재생횟수만 따져도 763화부터 803화까지 총 41편 재생한 엔딩이며 역대 엔딩 중에서 가장 많이 쓰인 곡이다. 오프닝과 엔딩을 합쳐서는 수수께끼에 이어 두번째이다.

## 수록곡

### CD
DISC1(통상반 이외)
1. 너에게로의 거짓말(君への嘘) (4:46)
2. microSOLDIER (3:53)
3. 너에게로의 거짓말 (Instrumental) (4:46)
4. microSOLDIER (Instrumental) (3:53)

DISC1(통상반)
1. 너에게로의 거짓말 (4:46)
2. microSOLDIER
3. TRUTH~A Great Detective of Love~ (5:34)
4. 너에게로의 거짓말 (Instrumental) (4:46)
5. microSOLDIER (Instrumental)

DISC2(명탐정 코난반에서만)
1. VALSHE×에도가와 코난×모리 코고로 꿈의 스페셜 대담(VALSHE×江戸川コナン×毛利小五郎 夢のスペシャル対談)

### DVD
초회한정반
1. "너에게로의 거짓말" MUSIC VIDEO
2. "너에게로의 거짓말" 메이킹 영상

### 오리지널 무비
Musing반
1. 오리지널 무비 〈Musing Special Movie〉 시청 ID 첨부(PC에서만 시청가능)
2. 톨 케이스 디지팩 사양 VALSHE 손 메시지 첨부
3. 호화 8P 부클렛

### 봉입 특전
1. 직필 메시지[프린트] 들어간 자켓(총 4종류）

### 특전 굿즈
Musing반
1. 태피스트리